# アウソニウス

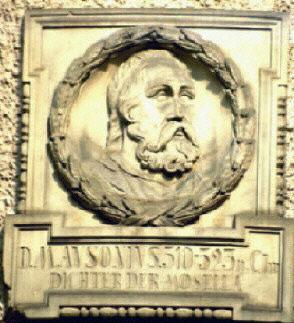
アウソニウス

デキムス・マグヌス・アウソニウス（ラテン語: Decimus Magnus Ausonius, 310年 - 393年頃）は、帝政ローマ末期の著述家。

## 生涯
ガロ・ローマ期の310年、ガリア（現フランス）のブルディガラ（現ボルドー）に医者の息子として生まれる。幼少からラテン語とギリシア語の勉強を始め、トロサ（現トゥルーズ）で学問を修めた後、ブルディガラで文法学・修辞学を講じ、同市の執政となる。367年にウァレンティニアヌス1世によりトリーアに召し出され、息子グラティアヌスの教師を務める。375年にグラティアヌスが皇帝位を継ぐと、アウソニウスもローマ帝国宮廷に出入りを許され、ガリア長官・コンスル等々の顕職を歴任した。アウソニウスの息子や娘婿もアフリカ属州長官など地中海世界を股にかけて栄達する。グラティアヌス帝の死後は帰郷し、サン・テミリオン近郊のウィッラで詩作と著述に専念した。『婚礼継ぎはぎ歌』『歴代皇帝』など趣向豊かな作品を生んだ。アウソニソス個人は恵まれていた境遇故か当時のローマ帝国を脅かしていた諸問題への危機的関心はあまり見られない。